# Xenostega tyana
Xenostega tyana är en fjärilsart som beskrevs av Swinhoe 1904. Xenostega tyana ingår i släktet Xenostega och familjen mätare. Inga underarter finns listade i Catalogue of Life.